# 빌 스트리트가 말할 수 있다면
《빌 스트리트가 말할 수 있다면》(영어: If Beale Street Could Talk)은 2018년 개봉한 미국의 드라마 영화이다. 배리 젱킨스가 감독과 각본을 맡았으며, 제임스 볼드윈의 동명 소설이 영화의 원작이다. 2018 토론토 국제 영화제에서 전세계 최초 상영되었다. 제91회 아카데미상 여우조연상 수상작이다.

## 줄거리
참고: 이 영화의 구성은 비선형적이지만, 이 줄거리 요약은 선형적인 방식으로 작성되었음.
클레멘타인 "티시" 리버스와 알론조 "포니" 헌트는 평생 친구로 지냈다. 나이가 들면서 그들은 연인 관계로 발전한다. 1970년대, 그들은 아파트를 구하는 데 어려움을 겪었는데, 대부분의 뉴욕 집주인들은 흑인에게는 집을 빌려주지 않았기 때문이다. 결국, 그들은 로프트 아파트로 개조 중인 창고에서 한 공간을 찾는다. 유대인 집주인 레비는 인종에 관계없이 사랑에 빠진 커플을 보는 것을 좋아하기 때문에 그들에게 그곳을 빌려준다.
그날 밤, 티시는 대부분 백인들이 이용하는 식료품점에서 한 남자에게 괴롭힘을 당한다. 그 남자가 티시를 폭행하기 시작하자 포니는 그를 가게 밖으로 물리적으로 내던진다. 근처에 있던 백인 경찰관 벨은 포니를 체포하려 하지만, 식료품점을 운영하는 유대인 여인이 그들을 변호하고 벨의 인종차별주의를 질책하자 마지못해 포니를 풀어준다.
포니는 나중에 체포되어 빅토리아 로저스라는 여성을 강간한 혐의로 기소된다. 강간과 체포 사이의 시간 동안 그가 범죄 현장에서 체포된 아파트로 이동하는 것이 거의 불가능함에도 불구하고, 벨 경찰관의 증언 때문에 포니에 대한 사건은 강력하게 고려된다. 벨은 포니가 현장에서 도주하는 것을 보았다고 주장하며, 빅토리아는 범인 식별 절차에서 포니를 강간범으로 지목했다. 강간 당시 티시와 포니의 친구 다니엘 카티는 그와 함께 있었지만, 티시와 포니의 연인 관계 및 다니엘의 차량 절도 전과 때문에 그들의 알리바이는 신뢰할 수 없는 것으로 간주된다.
티시는 재판을 기다리는 동안 포니를 감옥에서 방문하여 자신이 그들의 아기를 임신했다고 밝힌다. 포니는 아버지가 되는 것에 들떠 있지만, 자신이 아직 감옥에 있는 동안 아기가 태어날까 봐 슬퍼한다. 나중에 티시는 부모인 샤론과 조셉, 그리고 언니 어네스틴에게 임신 소식을 알린다. 비록 딸을 걱정하지만, 티시의 가족은 지지적이며 포니의 가족을 초대하여 소식을 공유하기로 결정한다.
포니의 아버지 프랭크는 기뻐하지만, 포니의 독실한 어머니는 아이가 혼외자로 태어났으니 티시와 아이가 저주받았다고 선언한다. 프랭크가 그녀를 때리자 헌트 부인이 딸들과 함께 혐오감을 표하며 떠나려 할 때, 샤론은 그녀가 방금 자신의 손주를 비난했다고 상기시키며, 그녀가 끌려 나갈 때 감정적으로 혼란스러워한다.
술집에서 프랭크와 조셉은 전자가 아이와 포니의 법률 비용을 지불하는 것에 대해 걱정한다고 논의하지만, 조셉은 그들이 자신들의 아이들을 부양한 것과 같은 방식으로 손주를 부양할 수 있을 것이라고 그를 설득한다.
샤론은 빅토리아의 고향인 푸에르토리코로 가서 증언을 바꿔달라고 간청한다. 그녀는 빅토리아가 실수로 포니를 강간범으로 지목했다고 설득하려 하지만, 빅토리아는 거부한다. 샤론이 빅토리아가 어둠 속에서 강간범의 얼굴을 보았을 수 있는지 묻자, 빅토리아는 경찰이 자신에게 포니를 범인 식별 절차에서 지목하라고 말했고, 그녀는 그렇게 했다고 말한다. 샤론이 빅토리아를 부드럽게 만지자 빅토리아는 비명을 지르기 시작한다. 한 노부인이 소란을 듣고 빅토리아를 데리고 간다. 자신의 사건의 희망 없어 보이는 상황과 끊임없는 재판 지연으로 낙담한 티시는 포니 없이 아들을 낳고, 포니는 결국 유죄 협상 제안을 받아들인다.
티시와 그들의 아들 알론조 주니어는 감옥에 있는 포니를 방문한다. 그들은 포니의 궁극적인 석방을 기대하며 함께 간식을 나눈다.

## 출연

### 주연
- 키키 레인
- 스테판 제임스

### 조연
- 레지나 킹
- 데이브 프랭코
- 핀 위트록
- 디에고 루나
- 테요나 패리스
- 콜맨 도밍고
- 언자누 엘리스
- 브라이언 타이리 헨리

## 기타
- 원작자: 제임스 볼드윈
- 미술: 마크 프리드버그
- 세트: 크리스 모란
- 의상: 캐롤라인느 에셀린
- 배역: 신디 톨란